# Dārtāk
Dārtāk (persiska: دارتاك, حَبيبابادِ مَزدَك) är en ort i Iran.   Den ligger i provinsen Kohgiluyeh och Buyer Ahmad, i den centrala delen av landet, 600 km söder om huvudstaden Teheran. Dārtāk ligger 1 842 meter över havet och antalet invånare är 776.
Terrängen runt Dārtāk är kuperad åt sydväst, men åt nordost är den bergig. Runt Dārtāk är det ganska tätbefolkat, med 75 invånare per kvadratkilometer. Närmaste större samhälle är Yasuj, 9,9 km sydost om Dārtāk. Omgivningarna runt Dārtāk är i huvudsak ett öppet busklandskap.